# 進化型ハードウェア
進化型ハードウェア（しんかがたハードウェア、英語: Evolvable hardware、EHまたはEHW、進化するハードウェアとも。)とは、進化的アルゴリズムを用いて自動的に電子機器を作る分野である。再構成可能コンピューティング、人工知能、フォールトトレラントシステム、自律システムとともに言及される。進化型ハードウェアはその構成を変更可能で、環境によって相互に動的かつ自律的に振る舞いを変えることができる。1992年、産業技術総合研究所の樋口哲也によって提案された。

## 概要
進化型ハードウェアの最も基本的な形式は回路の構成を説明するような個体集団を扱う進化的アルゴリズムである。回路を表す各個体はどれだけ設計の仕様を満たしているかを表すを持つ。進化的アルゴリズムは確率的な演算を望まれる振る舞いを表現する回路構成を進化するために用いる。
回路の各候補は再構成可能なデバイス上で物理的にまたはシミュレーションで実装される（一般的な再構成可能なデバイスはFPGAやFPAA、FPTAが一般的である）。
イギリス・イングランドにあるサセックス大学のAdrian Thompsonがこの分野の草分け的存在であり、1996年に40個より少ないPLDを用いてクロックなしで周波数弁別器を進化的に構成してみせた。構成されたデバイスは非常に小さな設計で、ふつう技術者が避けるようなハードウェアの特性を利用するものであった。例えば論理的には繋がっていないようなゲートの使い方をしている部分が弁別器として重要な機能を持つような回路であった。

## 目的
多くの場面では回路設計に決まりきった設計手法や公式が用いられる。しかしある場面では設計仕様が決まった設計手法を利用するのに十分なだけの提供がないことがある。たとえば対象のハードウェアがどう振る舞えばいいのかという仕様が1つの状態の部分しか提供されない時である。
あるいは、欠陥や運用環境がの変更を埋め合わせをするために回路構成を変更するなどの修正が必要となった場面でも使用される。例えば宇宙深部探査ロケットが突然高放射線環境に遭遇し回路の性能を変更する場面では、回路は本来の振る舞いをできる限り再現するように自己調整を行う。

## 適応度の検出
進化的に生成した回路の適応度は回路がどれだけ仕様にマッチしているかを測る尺度を用いる。進化型ハードウェアにおける適応度は2つの手法により定義される。
- 外来的な進化[訳語疑問点]（英語: extrinsic evolution）: すべての回路がどのように振る舞うかをシミュレートする
- 本質的な進化[訳語疑問点]（英語: intrinsic evolution）: 実際のハードウェア上で物理的にテストを行う

外来的な進化では、進化的アルゴリズムの最終世代の中の最良個体を物理的に実装するのだが、本質的な進化では進化的アルゴリズムの集団の各個体を世代ごとに物理的に実現してテストを行う。

## 研究動向
進化型ハードウェアの課題はoriginal designと適応的システムの2つのカテゴリーに入る。original designは進化的アルゴリズムを事前に設定された仕様に沿うようなシステム設計に用いる。適応的システムでは欠陥や運用環境がの変更を埋め合わせをするためにすでにある設計を再設計する。
デジタルシステムのoriginal designはすでに産業的に非常に複雑な回路素子を作れるためあまり関心が見られない。例えばUSBポート回路素子、イーサネットのマイクロコントローラ、RISCプロセッサを作るためにはIPコアで十分である。アナログ回路のoriginal designは広く開かれた研究領域である。実際にアナログ設計産業はデジタル設計の領域に比べ成熟していない。適応的システムは非常に関心がある。
応用例としてはNASAがアンテナの設計に進化型ハードウェアの仕組みを用いた事例などがある。